# Chiesa dei Santi Maccabei (Bedretto)
La chiesa parrocchiale dei Santi Maccabei è il principale luogo di culto cattolico di Villa, frazione di Bedretto, in Canton Ticino.

## Storia
La chiesa ha una storia particolarmente travagliata. Costruita una prima volta in una data antecedente il 1387, con dedica a sant'Eusebio, venne rasa al suolo da una valanga il 16 gennaio 1594. Ricostruita, venne in parte colpita da una nuova valanga il 22 gennaio 1634. Fu nuovamente distrutta da una terza valanga avvenuta il 21 febbraio 1695. L'attuale chiesa venne costruita nel 1897. Il campanile attuale venne eretto nel 1697 a monte della chiesa, con uno spigolo vivo verso la montagna in funzione di frangivalanghe.

## Descrizione
La chiesa si presenta con una pianta di forma ottagonale con un coro semicircolare. La navata è sovrastata da una volta a crociera.